# Hans-Jürgen Pandel
Hans-Jürgen Pandel (* 2. Dezember 1940 in Oppeln) ist ein deutscher Historiker, Geschichtsdidaktiker und emeritierter Professor an der Martin-Luther-Universität Halle-Wittenberg.

## Leben
Nach dem Studium der Geschichte, Politikwissenschaft und Germanistik an den Universitäten Gießen und Frankfurt am Main folgten das erste und zweite Staatsexamen für das Lehramt und von 1965 bis 1973 Tätigkeiten als Lehrer auf verschiedenen Schulstufen und Schulformen. Von 1971 bis 1978 war Pandel pädagogischer Mitarbeiter von Klaus Bergmann am Seminar für Didaktik der Geschichte an der Universität Gießen, danach 1978–1984 Wissenschaftlicher Assistent an der Universität Osnabrück.
Die Promotion erfolgte mit einer Dissertation über die deutsche Geschichtswissenschaft in Aufklärung und Frühhistorismus, die Habilitation in Osnabrück für das Fachgebiet Neueste Geschichte und Didaktik der Geschichte. Seit 1985 verwaltete Pandel die Professur für Didaktik der Geschichte an der Universität Osnabrück, dazu kamen Lehrstuhlvertretungen an den Universitäten Bochum (1987/88 und 1989) und Bielefeld (1993). Von 1994 bis zu seiner Emeritierung war Pandel Professor für Geschichte und ihre Didaktik an der Universität Halle-Wittenberg. Seit 1990 war er im DFG-Sonderforschungsbereich („Sozialgeschichte des neuzeitlichen Bürgertums: Deutschland im internationalen Vergleich“) der Universität Bielefeld Bearbeiter des Teilprojekts „Gefühlskultur des Bürgertums in Deutschland und England am Beispiel von Historikern und ihren Familien“.
Pandels Forschungsschwerpunkte sind Geschichtstheorie, Historiographiegeschichte und Didaktik der Geschichte. Er gehört zu den Vertretern einer kritisch-kommunikativen Geschichtsdidaktik, die weniger auf gelerntes Überblickswissen als auf eigenes historisches Denken das Gewicht legen. So lehnt er die Forderung von festen Jahreszahlkatalogen für Lernende und den vorherrschenden Unterricht an den Schulen weitgehend als reines Reproduktionslernen ab.
Pandel hat mehrere Schulbücher mit herausgegeben und die Lehrpläne für Geschichte in Sachsen-Anhalt mitgestaltet. Innovativ war sein Ansatz eines Methoden-Curriculums parallel zu den historischen Inhalten. Er stellte 2005 auch ein eigenes, von anderen stark abweichendes Kompetenzmodell für das historische Lernen vor.

## Werke (Auswahl)
Pandel war/ist Herausgeber und Mitherausgeber der Zeitschriften Geschichtsdidaktik (1976–1987), Geschichte lernen sowie von Geschichts- und Politikbüchern für den Unterricht in Sekundarstufe I und gymnasialer Oberstufe (z. B. Herausgeber der Tempora-Lesehefte Geschichte für die Sekundarstufe I).
- Historik und Didaktik. Das Problem der Distribution historiographisch erzeugten Wissens in der deutschen Geschichtswissenschaft von der Spätaufklärung zum Frühhistorismus (1765–1830), Stuttgart-Bad Cannstatt 1990.
- Quelleninterpretation. Die schriftliche Quelle im Geschichtsunterricht, Wochenschau, Schwalbach/Ts. 2003, ISBN 3-89974-103-X.
- Geschichtsunterricht nach PISA, Schwalbach/Ts. 2005, ISBN 3-89974-171-4.
- Geschichtsdidaktik. Eine Theorie für die Praxis, Schwalbach/Ts. 2013, ISBN 978-389974670-9.